# Panache blanc d'Henri IV
Vous lisez un « bon article » labellisé en 2022.

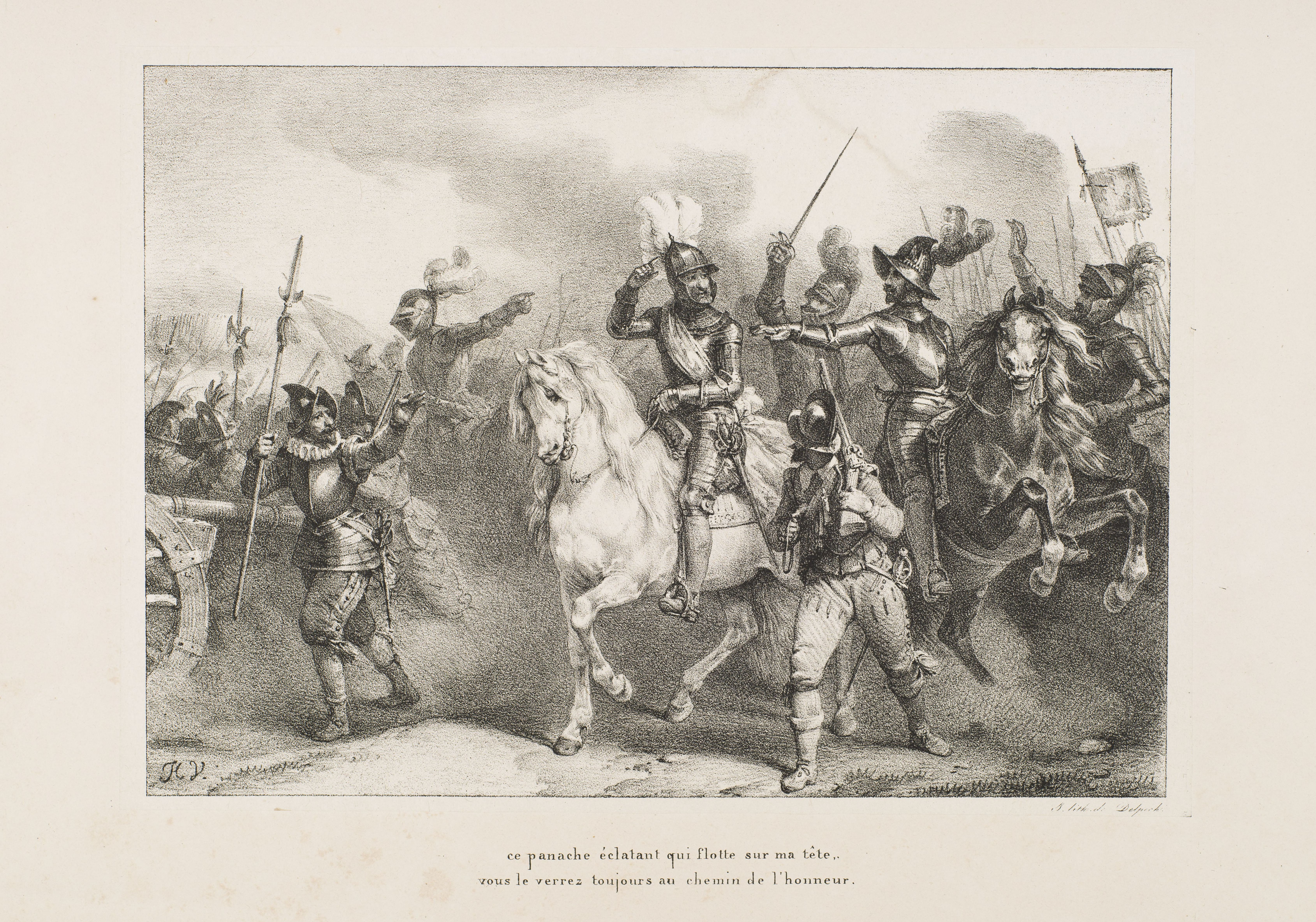
Henri IV (roi de France) montrant son panache blanc à la bataille d'Ivry. Lithographie de Carle Vernet (1758-1836). Sous l'image, une adaptation de la célèbre formule.

Le panache blanc d'Henri IV, emblème du roi de France Henri IV, est à l'origine un grand bouquet de plumes blanches qu'Henri IV porte sur son casque lors de la bataille d'Ivry le 14 mars 1590, pendant les guerres de Religion. 
Le panache, mentionné dès les premiers récits écrits juste après la bataille, sert de point de ralliement, sur le champ de bataille, à l'armée royale. C'est aussi un symbole qui permet de réunir les catholiques partisans d'Henri IV et les huguenots, puis, après la conversion d'Henri IV, l'ensemble des Français.
Dans la première moitié du XVIIe siècle, Agrippa d'Aubigné invente la formule « Ralliez-vous à mon panache blanc », qui est ensuite complétée par Hardouin de Péréfixe, puis par Voltaire dans La Henriade, qui connaît un grand succès. Le panache blanc devient progressivement un attribut spécifique d'Henri IV, les principaux éléments de sa légende étant fixés.
Au XIXe siècle, le panache blanc devient un emblème royaliste puis légitimiste. À la Restauration, il symbolise le ralliement des Français à la monarchie des Bourbons, dans une tentative d'assimiler Louis XVIII à un nouvel Henri IV. Il donne également de la profondeur historique à l'usage du drapeau blanc. En 1873, pour justifier son projet de restauration monarchique et son refus du drapeau tricolore, le comte de Chambord fait appel à l'imaginaire lié au panache blanc.
Sous la Troisième République, les images représentant Henri IV et son panache blanc se multiplient pour répondre aux besoins du développement de l'enseignement scolaire. La formule de ralliement est enseignée à l'école. Henri IV devient un roi patriote, intégré au panthéon républicain et national, son panache blanc symbolisant l'union des Français.
Le panache blanc devient ensuite un attribut folklorique personnel d'Henri IV, comme la poule au pot, qui est repris jusqu'à nos jours.

## Naissance d'un emblème

### Emblème guerrier

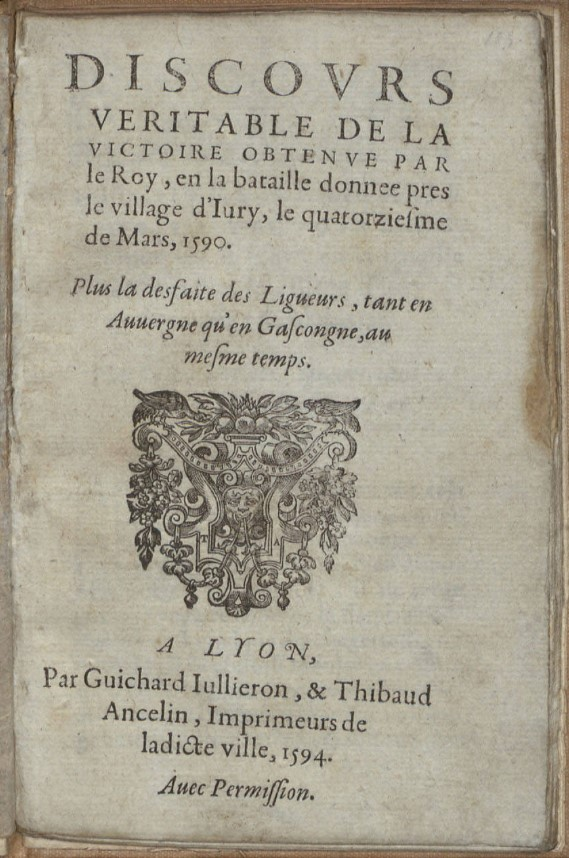
Page de titre du Discours veritable de la victoire obtenue par le roy en la bataille donnée près le village d'Ivry, réédition, Lyon, 1594.

Le panache blanc d'Henri IV est à l'origine un emblème de guerre qu'il arbore à la bataille d'Ivry le 14 mars 1590, une des batailles des guerres de Religion. Ce n'est pas un emblème réservé au roi. Au XVIe siècle, la haute noblesse porte couramment des panaches, c'est-à-dire de grands bouquets de plumes, très souvent blancs, lors des batailles. Ils sont faits de plumes naturelles, choisies parmi les plus blanches. Le plus souvent, ce sont des plumes d'autruche ou de paon. En dehors de l'usage militaire du panache, les plumes sont à cette époque un élément indispensable du couvre-chef masculin.
À l'époque de la bataille d'Ivry, la couleur des plumes est souvent un signe de reconnaissance : les partisans du roi portent des panaches blancs, les Espagnols des panaches rouges, les Ligueurs des panaches blancs et noirs. C'est pendant les guerres de Religion que le blanc devient une couleur rattachée au roi de France.
- Huiles sur bois glorifiant la bravoure militaire d'Henri IV, premier quart du XVIIe siècle, château de Pau

Huiles sur bois glorifiant la bravoure militaire d', premier quart du XVIIe siècle, château de Pau
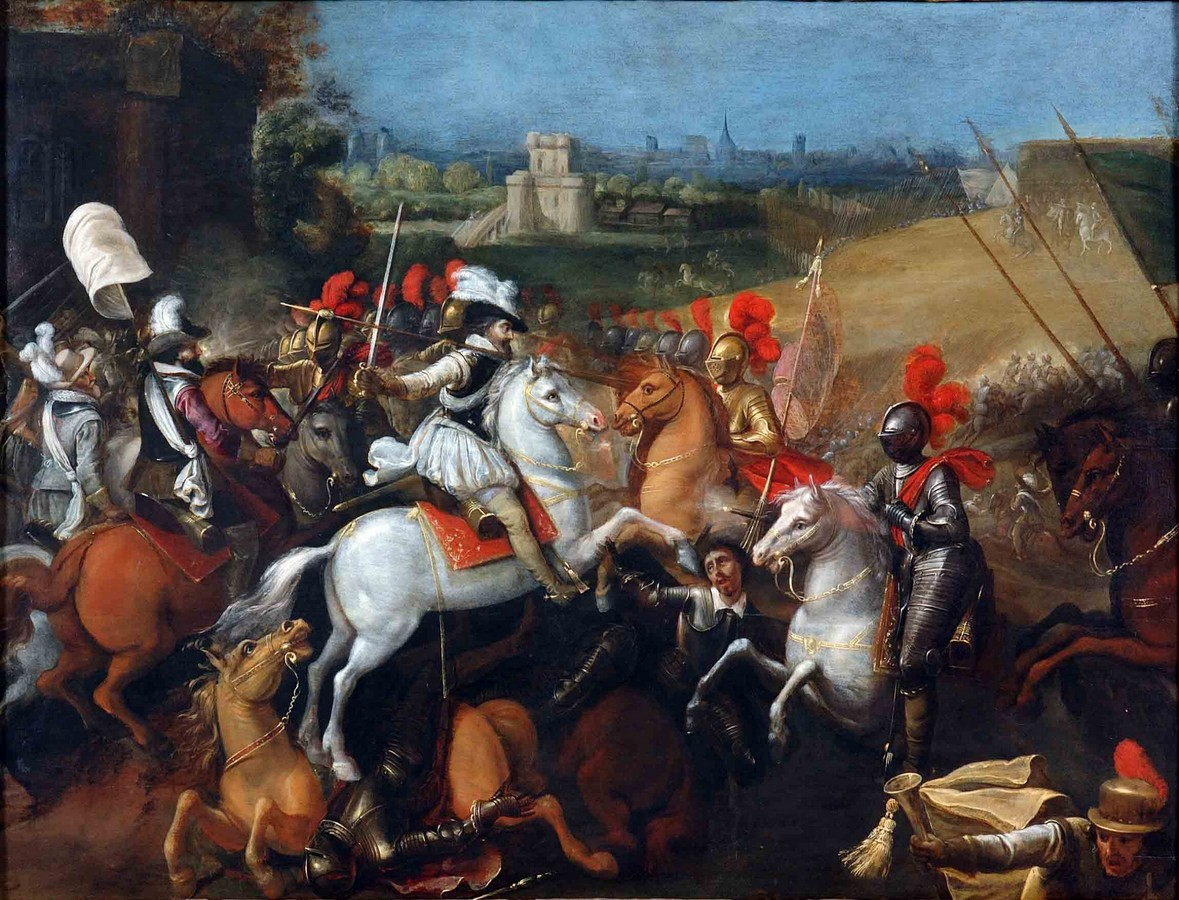
Henri IV à la bataille d'Arques.
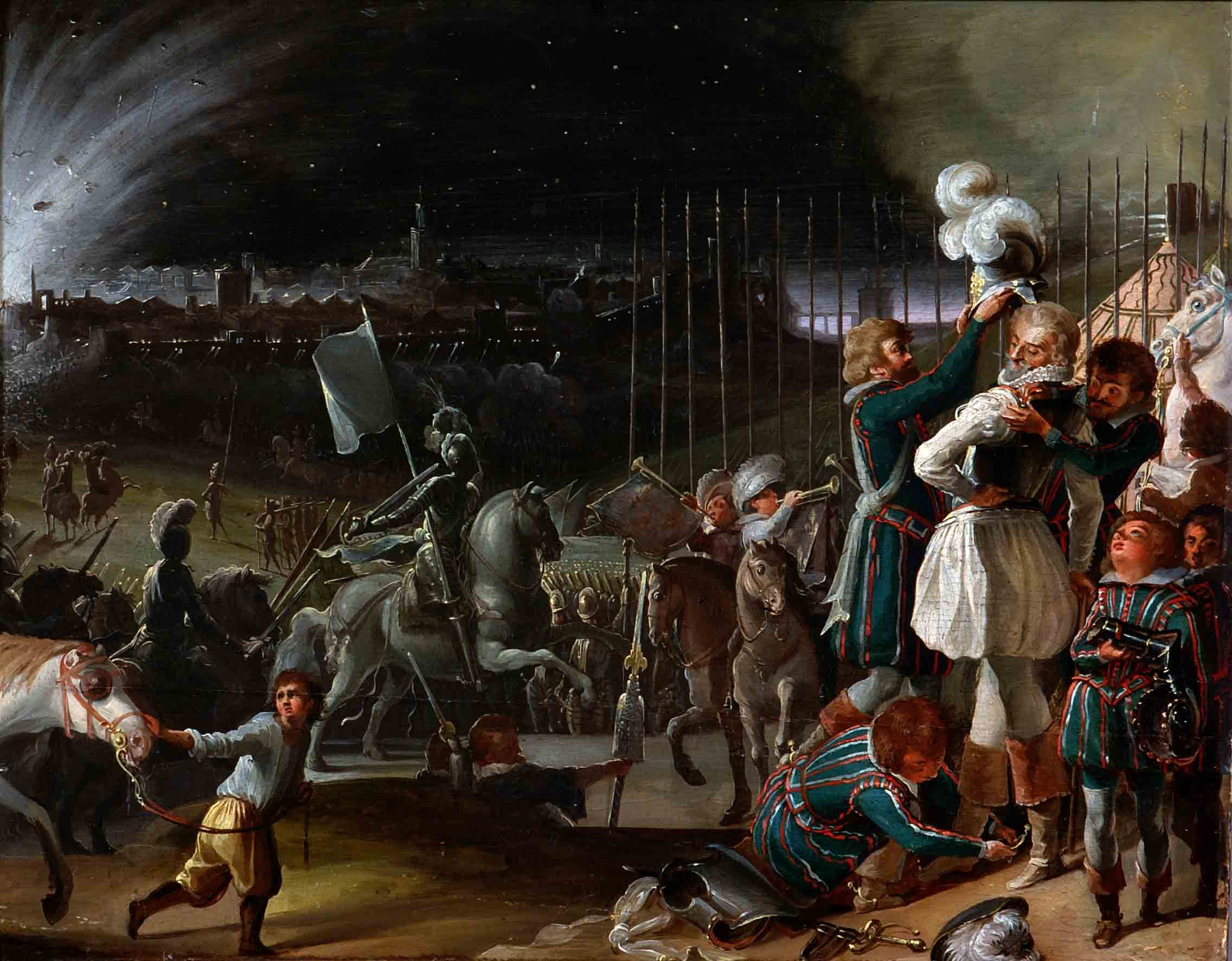
Henri IV assiégeant Paris.
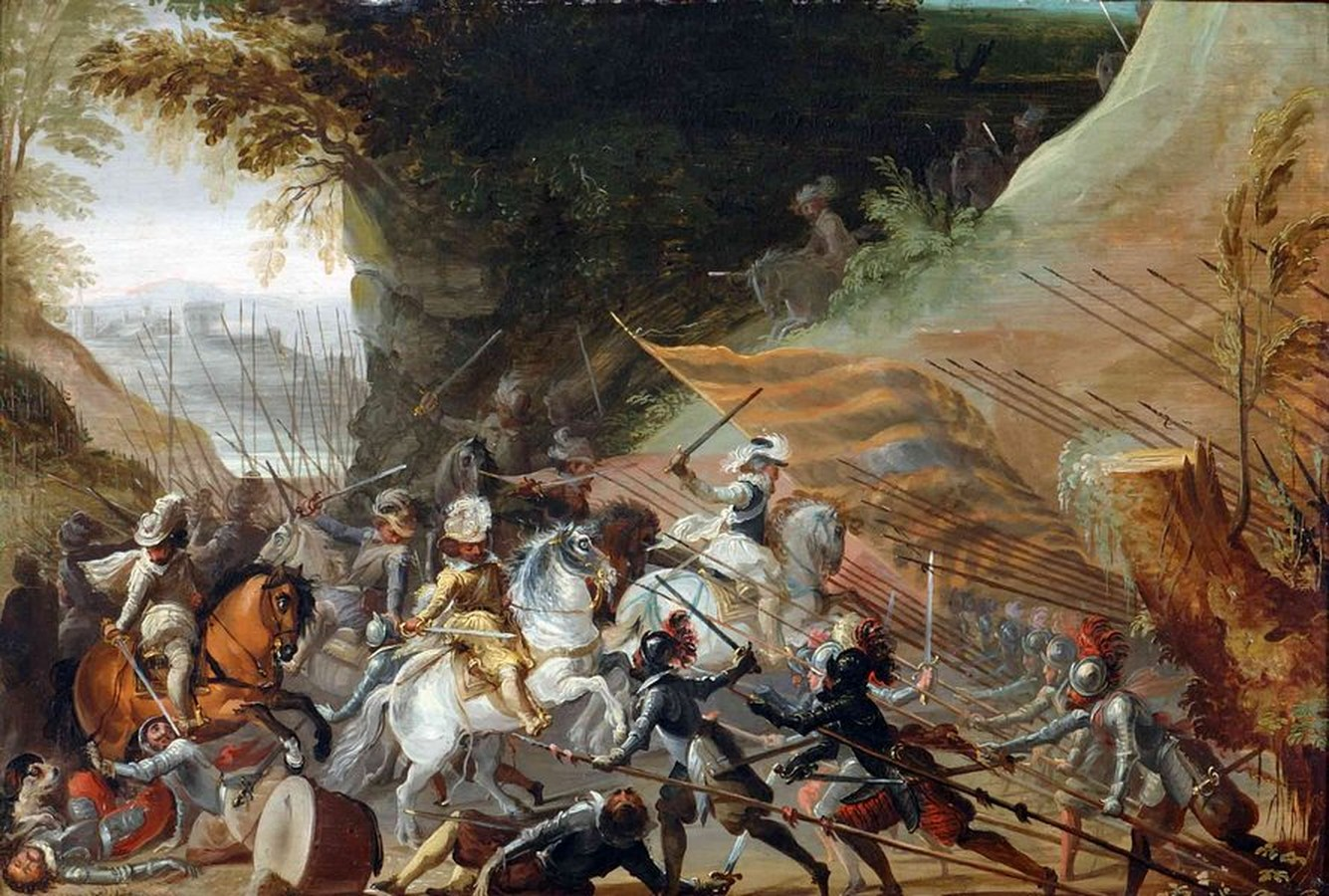
La Bataille de Fontaine-Française.

À la bataille d'Ivry, les deux armées ennemies, l'armée royale d'un côté et l'armée de la Ligue de l'autre, portent des panaches. Henri IV arbore un grand bouquet de plumes qui le rend « assez remarquable par un grand pannache blanc qu'il avoit à son habillement de teste, et un autre que portoit son cheval » selon le Discours véritable de la victoire obtenue par le roy en la bataille donnée près le village d'Ivry..., souvent attribué à Étienne Pasquier, paru très peu de temps après la bataille et diffusé abondamment.
| |  |  |
| Le poète gascon Guillaume de Saluste du Bartas compose le Cantique sur la victoire d'Yvry en 1590 (à droite, page de titre d'une réédition publiée à Lyon, 1594). |  |  |

Le poète gascon Guillaume de Saluste du Bartas consacre un autre ouvrage à la bataille d'Ivry l'année même de l'événement, juste avant sa mort en août 1590. Dans ses vers, du Bartas, entraîné par un imaginaire féérique, assimile le panache à un arbuste, faisant subir à cet ornement une étonnante métamorphose :

« Un horrible pennache

Ombrage sa salade et semble un arbrisseau

Qui, par bas esmondé, croist le long d'un ruisseau.

Aussi tost que le Ciel contre lui se courrouce,

De son chef ondoyant le verd touffeau se pousse

Or' en haut, or' en bas ; et flotte, serf du vent

À main droite, à main gauche, en arrière, en avant. »

Au-delà de la poésie, le roi désire être très reconnaissable afin de montrer sa bravoure et galvaniser ses troupes, dont le courage dépend en partie de la présence physique du souverain sur le champ de bataille. À Ivry, Henri IV n'hésite pas à payer de sa personne et à se mettre en danger, chargeant au premier rang de sa cavalerie, entouré des Grands et se retrouvant dans une mêlée furieuse. Son courage physique est indéniable et étonne, alors que, depuis Jean II le Bon, le roi n'est plus à la tête de ses troupes dans la bataille. Il s'explique aussi par les nécessités de la guerre civile.
De plus, le panache, dans la confusion du combat, est un point de ralliement qui permet de favoriser un regroupement et d'éviter la dispersion. C'est ce qui advient pendant la bataille d'Ivry : Henri Pot de Rhodes qui porte la cornette royale — la cornette blanche, une flamme triangulaire, est normalement la marque de la présence du roi ou de son représentant au combat — est grièvement blessé et le panache d'Henri IV sert alors d'enseigne, de point d'attraction à l'armée royale. En suivant le panache blanc d'Henri IV, la cavalerie réussit une percée victorieuse. Son ordre « ralliez-vous à mon panache blanc » se révèle donc être un moyen efficace de contrôler ses escadrons.

### Emblème du roiHenriIV

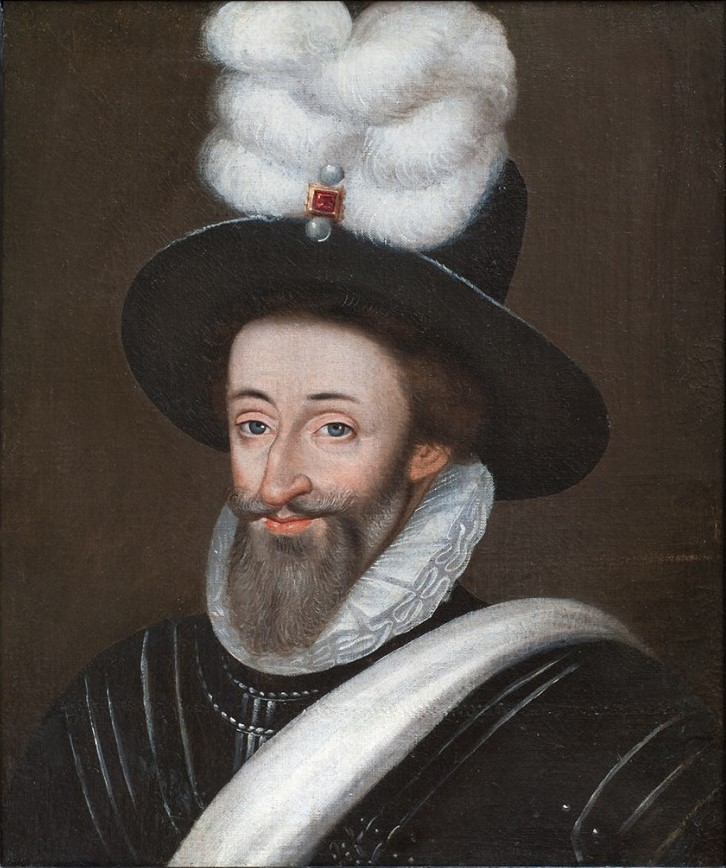
portant son couvre-chef orné d'un panache blanc ainsi que son écharpe blanche en bandoulière, huile sur toile, XVIIe siècle.

Membre de l'académie de Nérac, du Bartas est toute sa vie un serviteur de la cour de Navarre et du futur Henri IV. Dans son poème, il met l'accent sur la célébration de la victoire d'un roi véritablement chrétien, garantissant la paix et la cohésion face aux désordres représentés par la Ligue. La clémence du roi sur le champ de bataille est aussi le signe de son élection divine. On note ainsi que les qualités prêtées à Henri IV par les siècles suivants sont en fait fixées dès la victoire d'Ivry.
Dans le contexte des guerres de Religion, le panache blanc est un emblème qui permet de réunir aussi bien les catholiques ralliés à Henri IV parce qu'ils le considèrent comme le souverain légitime que les protestants, qui soutiennent leur coreligionnaire. En effet, les premiers utilisent la croix blanche française et les seconds l'écharpe blanche. Henri IV, qui porte aussi l'écharpe blanche, arbore, avec le panache blanc, un insigne uniquement lié à sa personne, qui incarne l'union entre catholiques et protestants,.
Plus précisément, c'est parce qu'il est un insigne peu signifiant, à part sa dimension aristocratique, que le panache blanc peut être choisi comme emblème. L'écharpe blanche, symbole protestant, est devenue un insigne attaché à la personne d'Henri IV. Or, son origine protestante, après la conversion d'Henri IV au catholicisme, devient gênante. Les narrateurs et propagandistes royaux insistent donc plutôt sur le panache. Les motifs du casque et du panache blanc d'Henri IV sont repris comme des emblèmes attachés à sa personne quand Lyon se soumet à l'autorité du roi en 1594, ou lors des entrées royales dans les villes, comme à Avignon en 1600.
La couleur blanche apparaît comme un instrument d'unification nationale, notamment face au rouge arboré par les Espagnols,. Elle est aussi un instrument du processus de recharge sacrée de la personne royale, à travers l'héroïsation d'Henri IV. En effet, le blanc associé au roi symbolise le Bien.
Une dizaine d'années après l'assassinat d'Henri IV, sa veuve, Marie de Médicis, commande à Rubens une série de tableaux pour la galerie Médicis du palais du Luxembourg à Paris. L'un d'entre eux, inclus dans le cycle de la vie d'Henri IV, est consacré à la bataille d'Ivry. Intitulé Henri IV à la bataille d’Ivry, il montre le roi au milieu de la mêlée, l'épée à la main et coiffé de son panache blanc, qui paraît déjà inévitable dans la représentation iconographique de cette bataille.
- Henri IV à la bataille d'Ivry, toiles de Pierre Paul Rubens

à la bataille d'Ivry, toiles de Pierre Paul Rubens
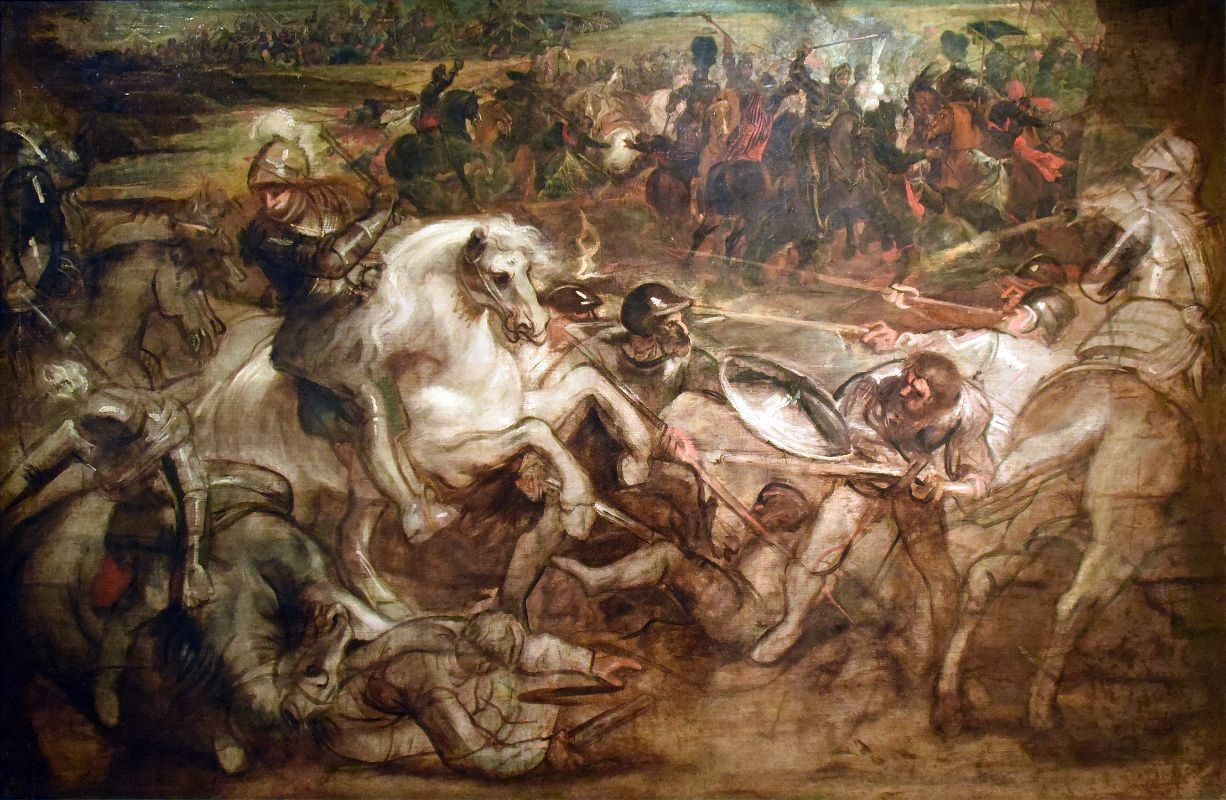
Huile sur toile, vers 1624-1626, Anvers, Maison de Rubens.
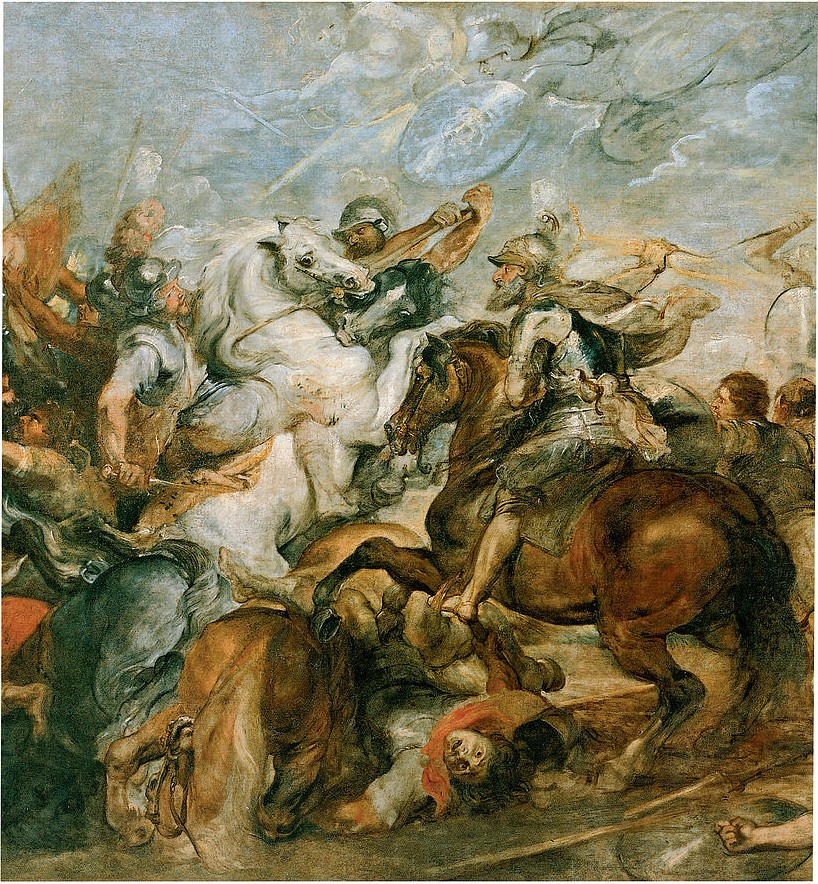
Huile sur toile, vers 1627-1630, Florence, Galerie des Offices.
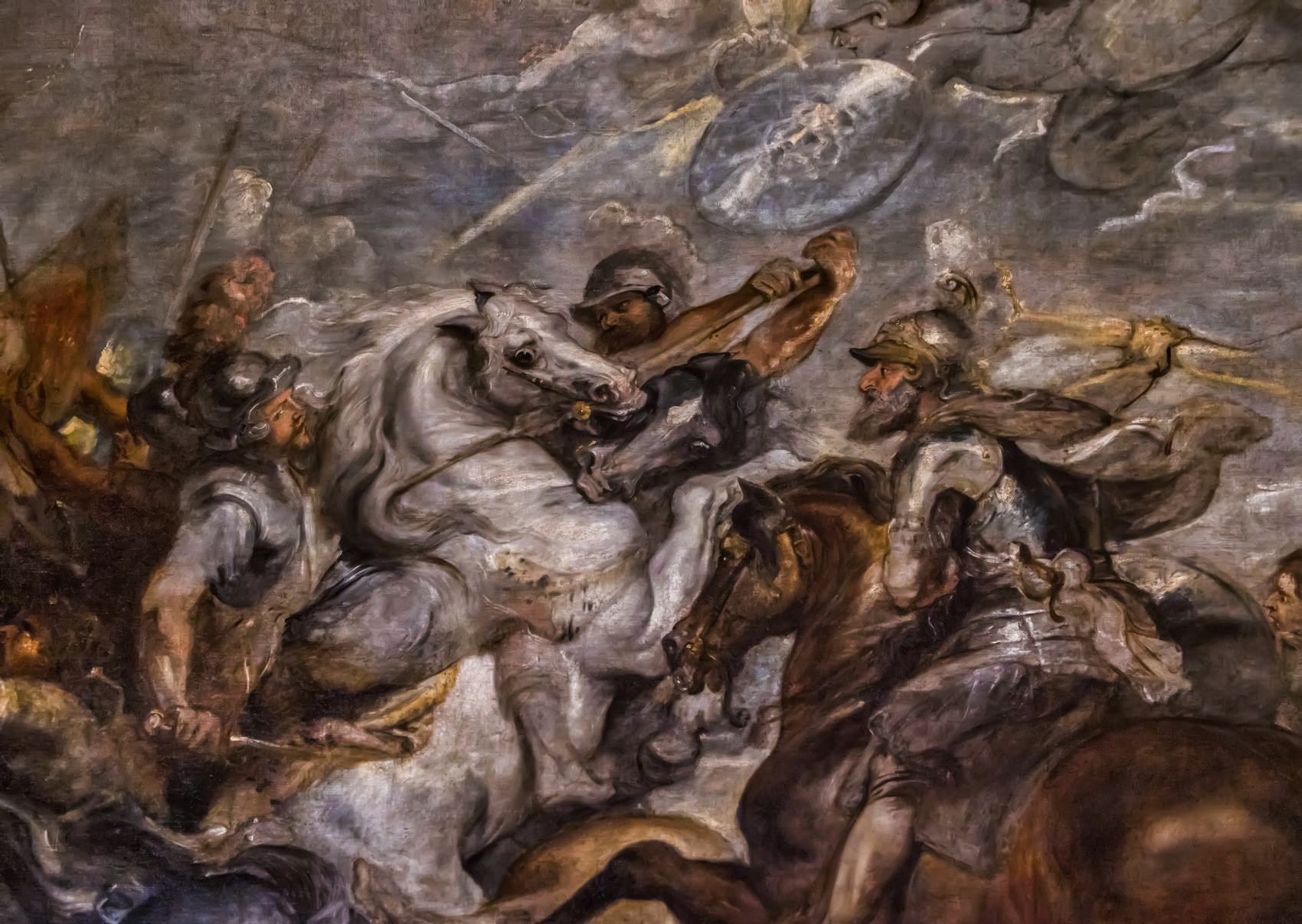
Détail de la toile exposée à la Galerie des Offices.

## «Ralliez-vous à mon panache blanc»

### Naissance d'une formule
| |  |  |
| Homme de guerre huguenot et écrivain, Théodore Agrippa d'Aubigné offre une version littéraire de la formule royale dans son Histoire universelle (à droite, page de titre d'une édition originale, 1616). |  |  |

D'après les récits immédiats de la bataille, Henri IV a encouragé ses troupes avant le combat, leur parlant d'honneur, de victoire et de ralliement. Lors de la sépulture du roi en 1610, le franciscain Jacques Suares prononce son oraison funèbre. Il y rappelle la bataille d'Ivry et décrit Henri IV qui « se fait mettre un plumache blanc en son accoustrement de teste et dit à la Noblesse qui estoit autour de luy : voici ceste plume qui vous servira aujourd'huy de guidon, laquelle suivant nous triompherons de nos ennemis »,.
Dans son Histoire universelle, rédigée de 1595 à 1616 et publiée de 1616 à 1620, l'écrivain protestant Agrippa d'Aubigné, ancien compagnon d'armes d'Henri IV, donne une version littéraire de ce discours, qui deviendra très célèbre :

« Mes compagnons, Dieu est pour nous, voici ses ennemis et les nostres, voici vostre Roi : à eux. Si vos cornettes vous manquent, r’alliez-vous à mon panache blanc, vous le trouverez au chemin de la victoire et de l’honneur,. »

|                                                                                   |  |  |
| Page de titre de l'Histoire du roy Henry le Grand (1661) de Hardouin de Péréfixe. |  |  |

Un attribut immaculé préfigurant la victoire et la parole réconfortante du roi sont ainsi associés sur le champ de bataille, alors que la plume continue d'être un ornement de cour de première importance.
En 1661, dans son Histoire du roy Henri le Grand, Hardouin de Péréfixe, ancien précepteur de Louis XIV, ajoute à la phrase un élément décisif pour installer le panache blanc dans la longue durée : « vous le trouverez toujours au chemin de la victoire et de l'honneur », tandis que les premiers récits décrivent plutôt un discours de circonstance prononcé par Henri IV, centré sur le combat à venir. Cette formule, comme d'autres, a le mérite de simplifier très efficacement une situation complexe.
L'historien François Lavie souligne que le livre de Péréfixe est l'aboutissement d'une pratique de compilations des bons mots et formules du roi qui commence dès le règne d'Henri IV. Selon le spécialiste de littérature de la Renaissance Michel Magnien, cet ouvrage constitue ainsi un tournant de la légende d'Henri IV : de l'image d'un roi chrétien idéal, on passe à celle d'un roi galant qui aime les bons mots. D'autres éléments de la légende sont alors fixés, comme la poule au pot.

### La formule et l'objet
En 1713, le père jésuite Gabriel Daniel conserve l'ajout de Péréfixe, relie les deux éléments en décrivant le roi qui montre du doigt le panache sur son casque et modifie légèrement le sens de la phrase : « Enfants, si les cornettes vous manquent [etc.] vous le trouverez toujours [...] ». Le panache blanc est désormais désigné deux fois dans la même formule, par la parole et par le geste, tandis qu'Henri IV est définitivement assimilé à un père du peuple.
En 1728, Voltaire publie La Henriade, qui connaît un très grand succès. Cet ouvrage participe d'un nouveau courant consacré aux différents épisodes de l'histoire nationale. Dans La Henriade, Voltaire ajoute une autre dimension au discours d'Henri IV. En lui faisant dire : « Vous êtes nés Français, et je suis votre roi / Voilà nos ennemis, marchez et suivez-moi », il masque totalement le fait que la bataille d'Ivry est un épisode d'une guerre civile, opposant des Français à d'autres Français. C'est dans l'édition de 1770 que l'événement de la bataille d'Ivry est représenté pour la première fois : la gravure, œuvre de Charles Eisen, montre un discours du roi avant la bataille, désignant l'ennemi du doigt. Henri IV, coiffé d'un panache extravagant, apparaît comme le grand homme à la tête de ses troupes,. Son geste et ses paroles entraînantes en font un héros qui personnifie le destin de la France.
À partir du milieu du XVIIIe siècle, les dictionnaires, comme L'Encyclopédie ou le Dictionnaire de Trévoux, mentionnent l'épisode de la bataille d'Ivry à l'article du mot « panache », ce qui n'est pas le cas au siècle précédent. Au-delà du mot, l'objet même du panache blanc se retrouve dans le drame lyrique Henri IV ou la Bataille d'Ivry, de Barnabé Farmian Durosoy, créé au théâtre de l'Hôtel de Bourgogne à Paris en 1774 : la marquise de Lenoncourt le remet au roi avant la bataille. Cette scène est représentée sur un dos de fauteuil imprimé, œuvre de Jean-Baptiste André Gautier-Dagoty.
Pendant la Révolution, Henri IV, représenté avec son panache, est assimilé par la propagande royaliste à un « Persée français », qui vient sauver une Andromède symbolisant la France et livrée à un monstre marin. Il s'agit d'une reprise d'un motif datant du XVIe siècle. En 1800, un érudit local, l'abbé H. M. Garnesson, curé de Chavot-Courcourt, affirme que le maréchal de Biron, tué par un boulet de canon au siège d'Épernay en 1592, aurait été visé à la place du souverain car il s'était coiffé du panache royal par jeu. En réalité, Henri IV n'était pas présent lors de ce décès. Néanmoins, cette anecdote apocryphe, reprise ensuite jusqu'à nos jours, montre qu'au début du XIXe siècle, le panache blanc est vu comme un emblème spécifique à Henri IV, directement lié à sa personne, sans être un signe politique.

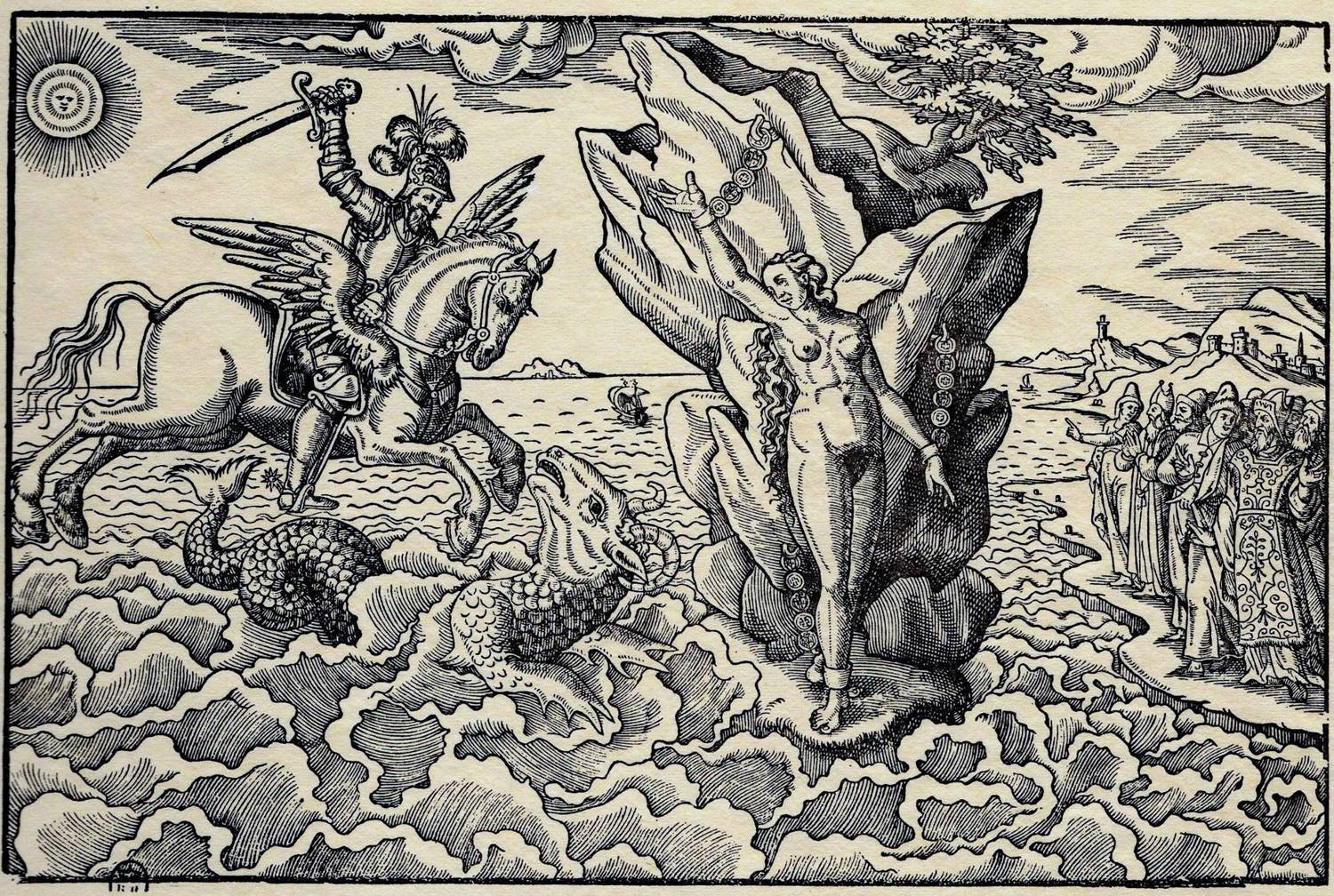
Henri IV, nouveau Persée, délivrant la France-Andromède. Gravure sur bois illustrant le placard La délivrance de la France par le Persée françois, 1594.
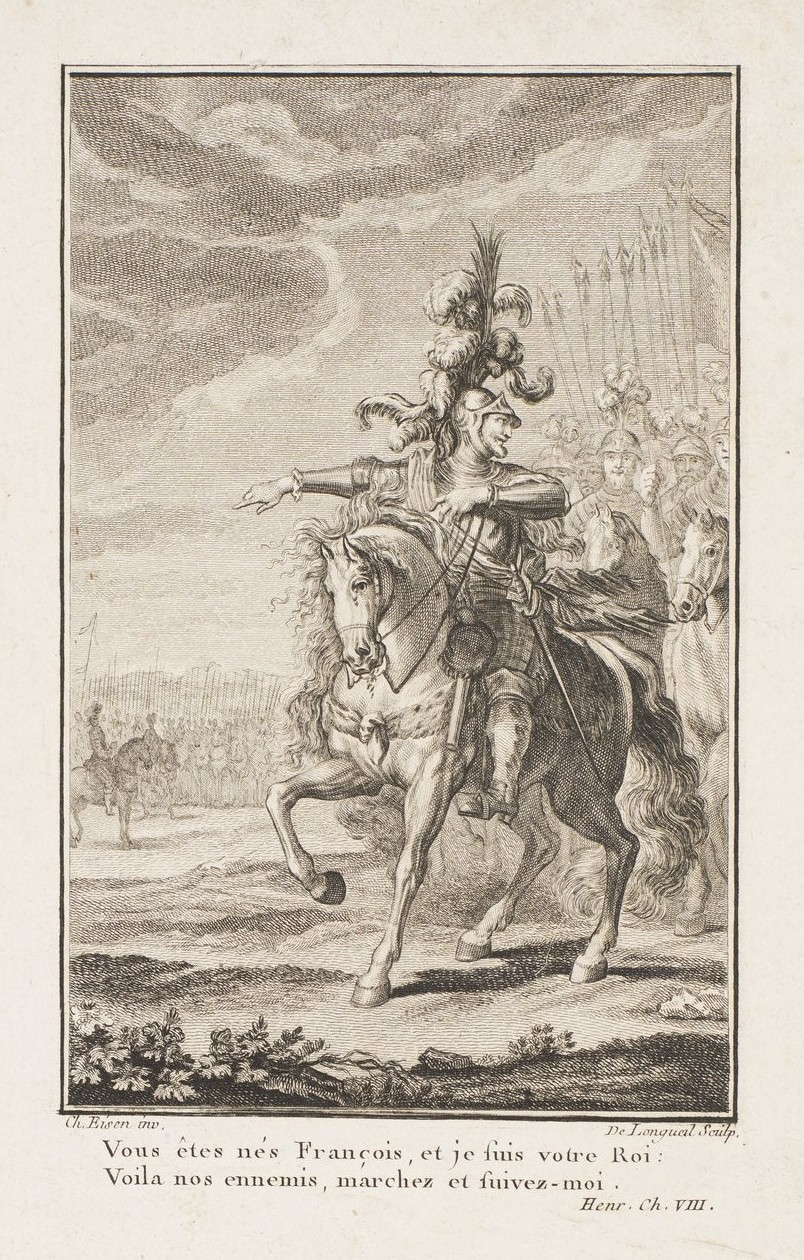
Gravure de Charles Eisen illustrant le Chant VIII de La Henriade de Voltaire, édition de 1770.
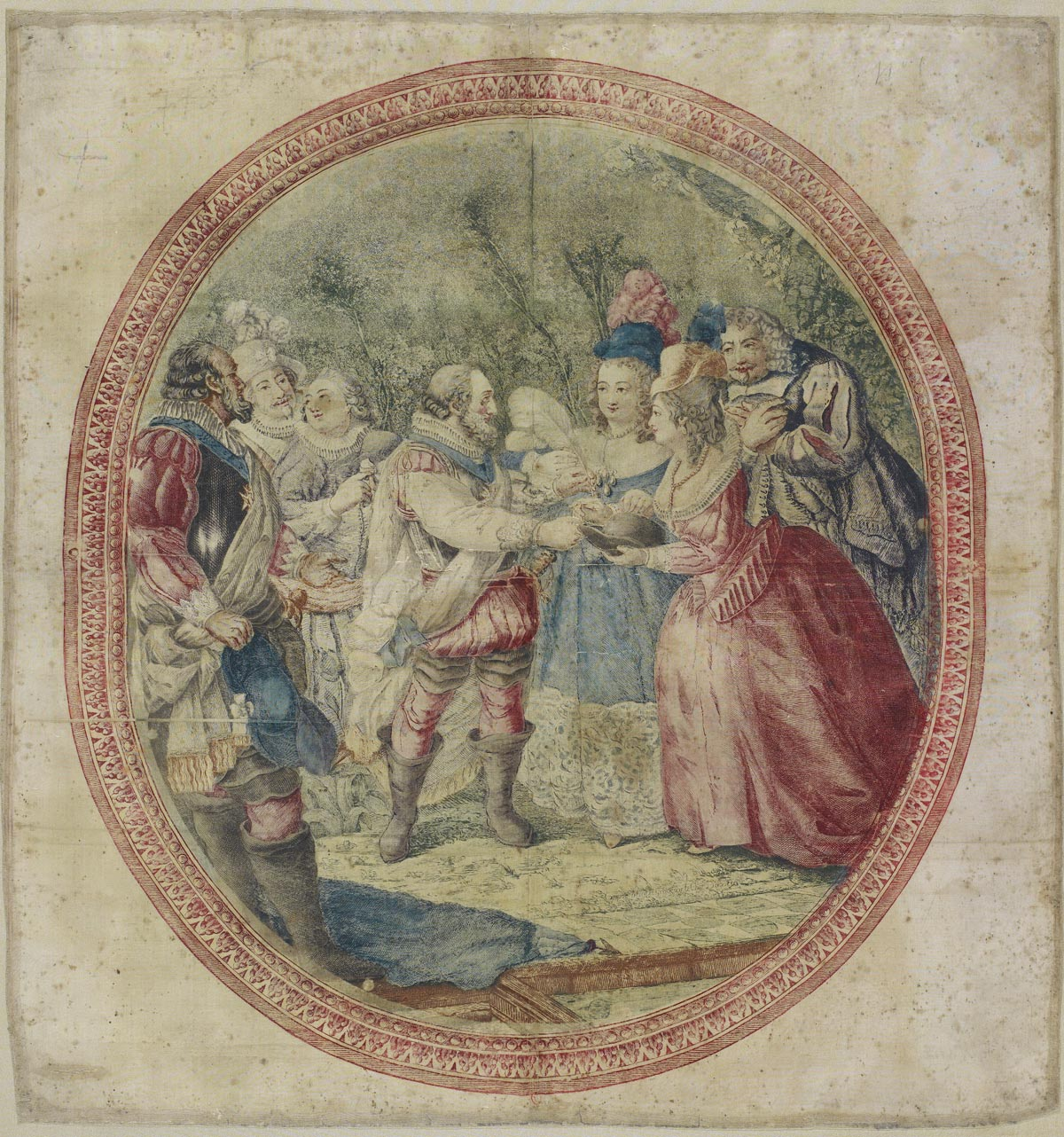
La marquise de Lenoncourt remettant le panache blanc au roi avant la bataille d'Ivry, 1782. Œuvre de Jean-Baptiste André Gautier-Dagoty inspirée par un drame lyrique de Barnabé Farmian Durosoy.

## Du royalisme au légitimisme

### Symbole royaliste à la Restauration

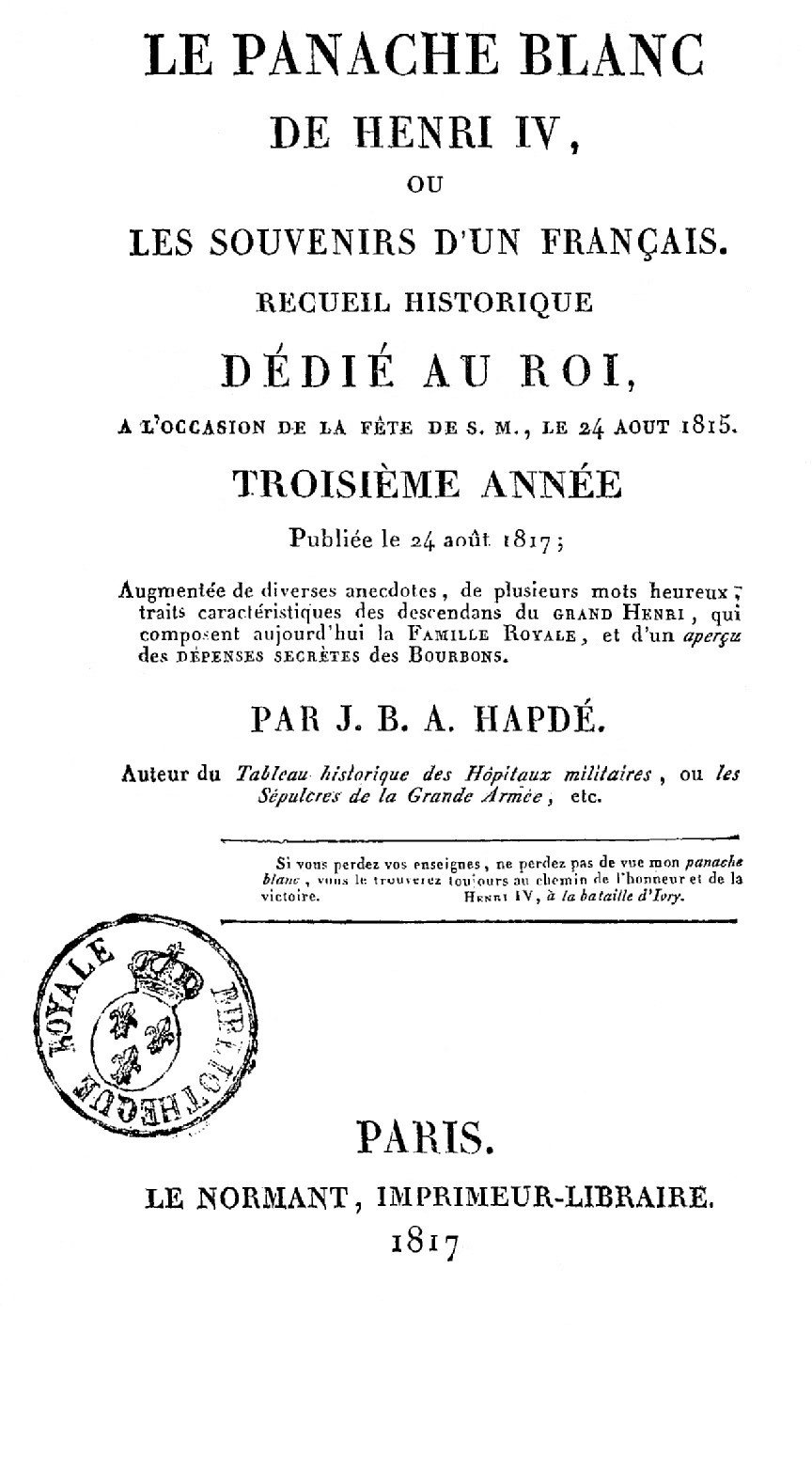
Page de titre de l'ouvrage de Jean-Baptiste Augustin Hapdé, Le Panache blanc de Henri IV (roi de France), ou les Souvenirs d'un Français, 1817.

À la Restauration, la figure d'Henri IV et le ralliement à son panache blanc prennent un autre sens. Louis XVIII devient alors un autre Henri IV incarnant un idéal de réconciliation des Français après une longue guerre civile, les guerres de Religion. Il s'agit de transférer ces qualités à Louis XVIII, qui doit aussi apaiser et réconcilier après la Révolution et l'Empire,. La tâche n'est pas simple, alors que les images véhiculées par les deux monarques s'opposent : un fringant cavalier contre un gros personnage rentrant de l'étranger au fond de sa calèche. À la mi-mars 1815, juste après le débarquement de Napoléon de retour de l'île d'Elbe, la presse royaliste évoque le panache blanc d'Henri IV pour retenir — sans succès — les soldats qui risquent de se rallier à l'empereur déchu. À ce moment précis, la gloire passée d'Henri IV ne suffit pas face à celle, présente, de Napoléon.
Néanmoins, de toutes les tentatives symboliques royalistes de la Restauration, l'utilisation du personnage d'Henri IV, présenté comme un roi aimable et courageux, est probablement une des plus couronnées de succès. Les images produites à cette époque utilisent le panache blanc comme l'emblème d'Henri IV, organisateur de la réconciliation des Français, en opposition à Napoléon, considéré comme un héritier de Robespierre. Selon certains royalistes, le panache d'Henri IV symbolise les victoires des rois de France à Fleurus, qu'ils opposent à Waterloo, honteuse défaite imputable à l'usurpateur Napoléon. Henri IV est régulièrement associé aux fêtes officielles, comme incarnation de la prospérité à venir. En 1816, pour la fête de la Saint-Louis (25 août), dans le village de Tauves, dans le Puy-de-Dôme, le buste du roi Louis XVIII est porté sur un brancard par des hommes « coiffés d'un chapeau à la Henri IV avec un bouquet de lys ».
La même année 1816, Jean-Baptiste Augustin Hapdé, ancien thuriféraire de l'Empire rallié aux Bourbons, publie un ouvrage au titre éloquent : Le Panache blanc de Henri IV, ou les Souvenirs d'un Français. L'année suivante, le geste du roi montrant son panache à la tête de ses troupes avant la bataille est repris dans une illustration d'Alexandre-Joseph Desenne pour une réédition de La Henriade,.
Alors que la statue d'Henri IV sur le Pont-Neuf de Paris est reconstruite, la popularité d'Henri IV et de son panache blanc se retrouvent également à cette période dans les arts décoratifs : tapisseries, porcelaine, mobilier, etc. Le doigt tendu du roi vers son panache est au centre d'une esquisse du peintre sur porcelaine Jean-Charles Develly.
Le ralliement au panache blanc n'est plus un regroupement dans une bataille, mais un mouvement d'adhésion politique à la monarchie des Bourbons. Le panache blanc vient conforter l'usage du drapeau blanc à la place du drapeau tricolore. Se multiplient alors les images gravées représentant Henri IV coiffé de son panache blanc, véritables substituts au drapeau blanc, qui est lui-même une invention de la Contre-Révolution et de la Restauration. Le panache blanc permet de légitimer l'usage de la couleur blanche en lui donnant de la profondeur historique. En effet, sous l'Ancien Régime, le drapeau blanc n'est que l'enseigne de la Marine et n'est pas le drapeau de la monarchie. En recourant au personnage d'Henri IV, la propagande royaliste cherche à faire de la couleur blanche une couleur nationale ancienne, alors que la rivalité avec le drapeau tricolore est intense.
- Instrumentalisation du mythe d'Henri IV sous la Restauration et la monarchie de Juillet

Instrumentalisation du mythe d' sous la Restauration et la monarchie de Juillet
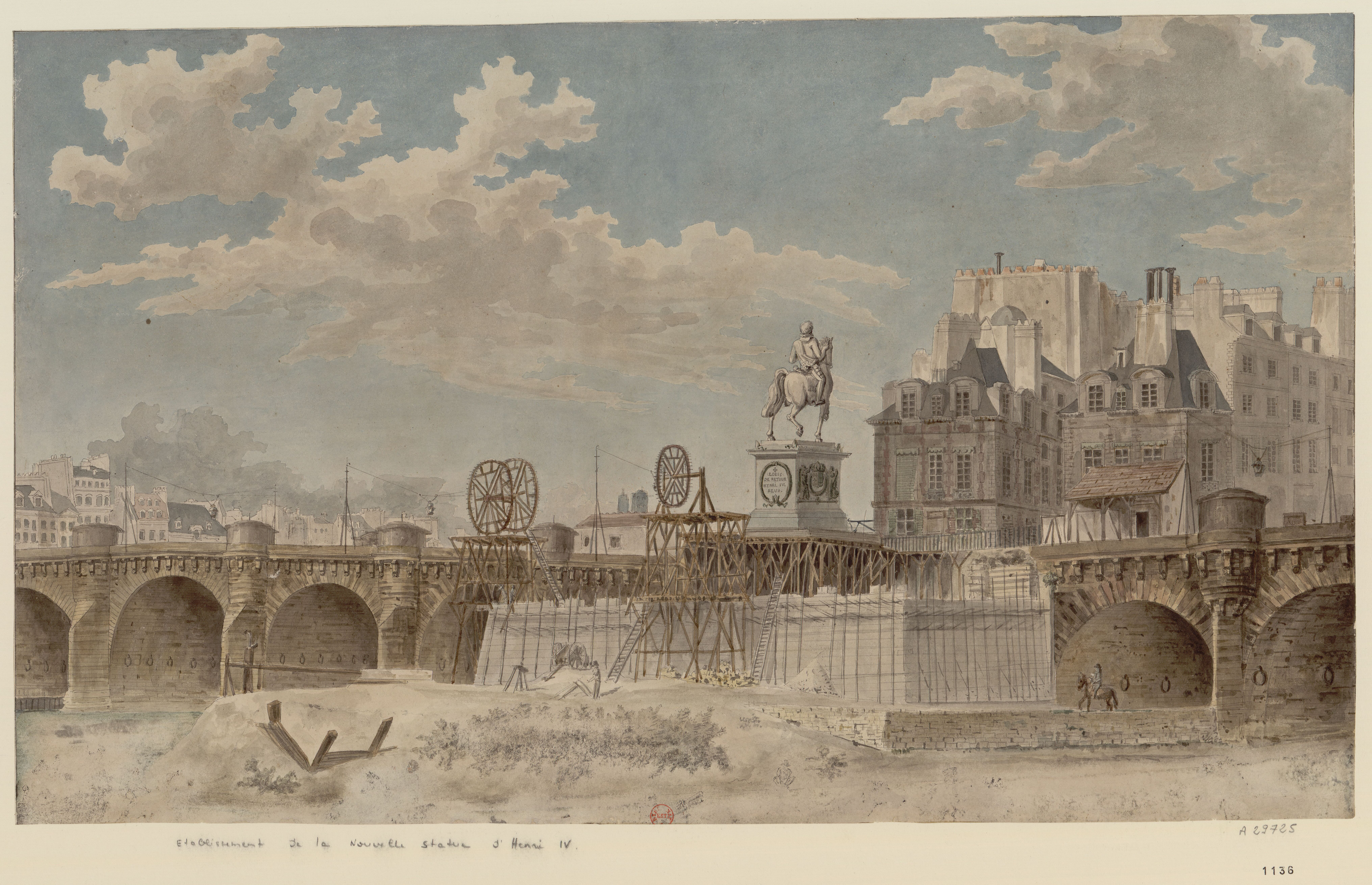
Établissement de la nouvelle statue de Henri IV, dessin publié en 1818.
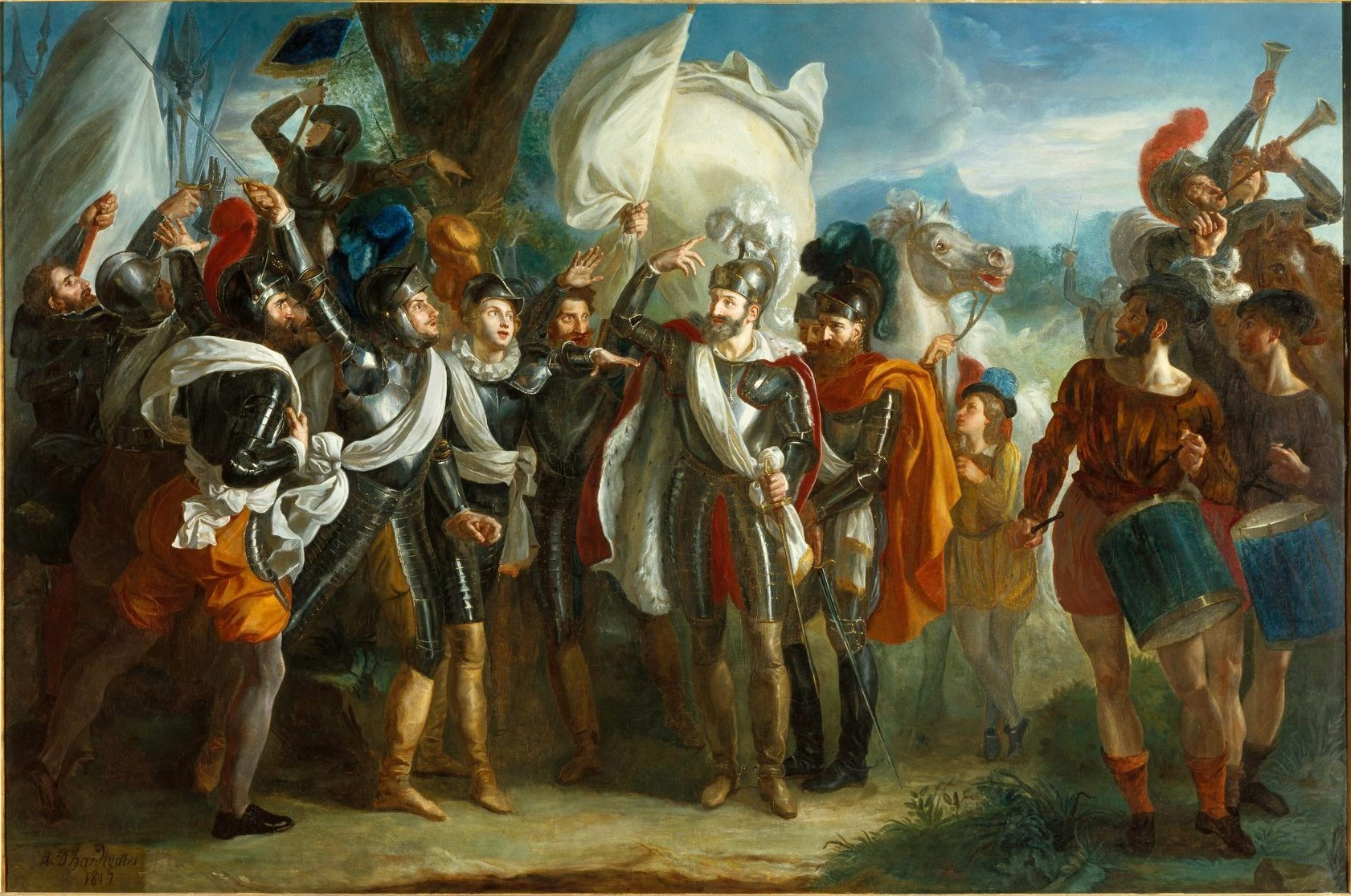
La bataille d'Ivry. Huile sur toile de Charles Achille d'Hardiviller, 1817, château de Sully-sur-Loire.
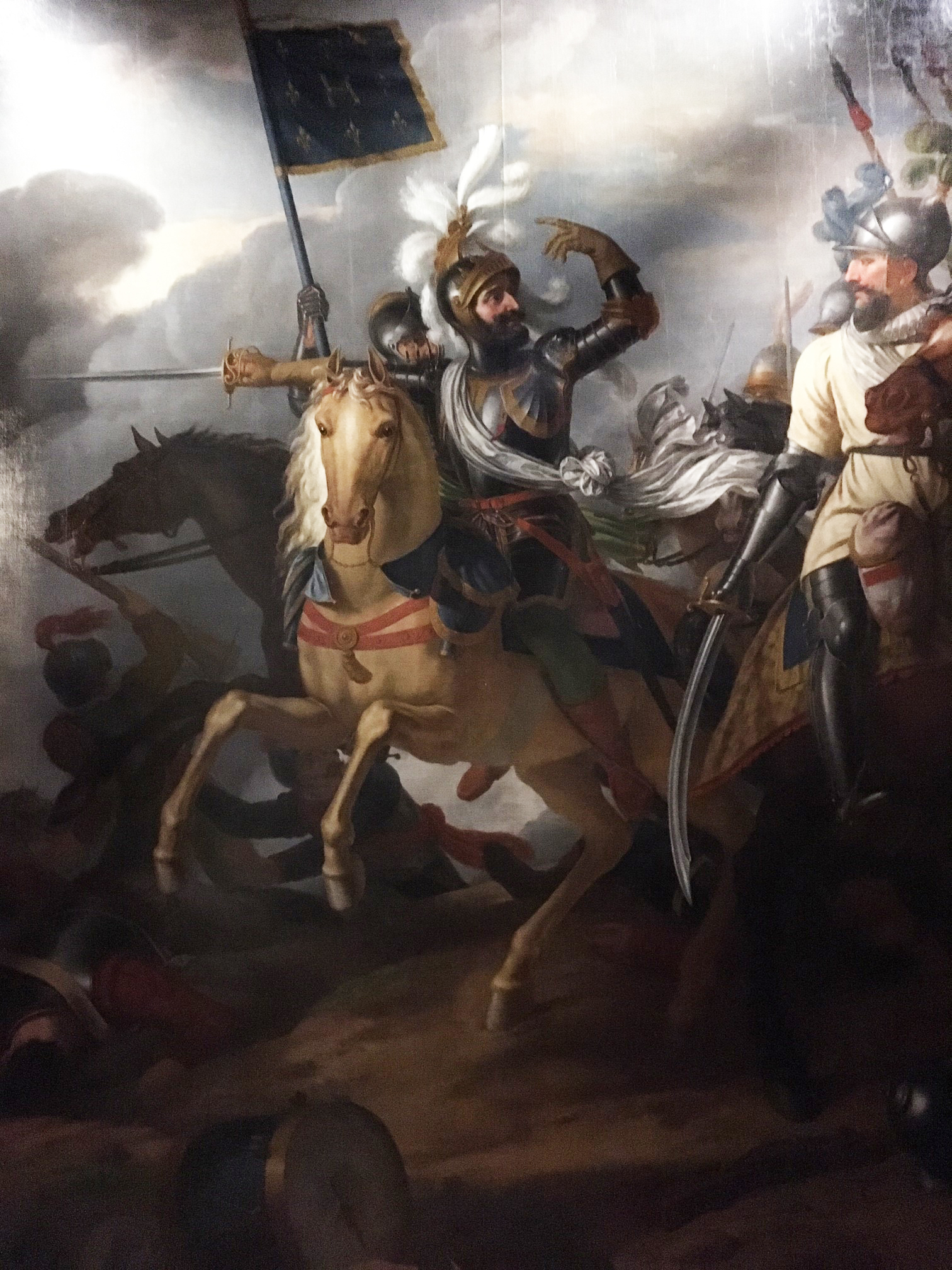
Henri IV le matin de la bataille d'Ivry. Huile sur toile de Jean-Charles Tardieu, 1824, château de Pau.
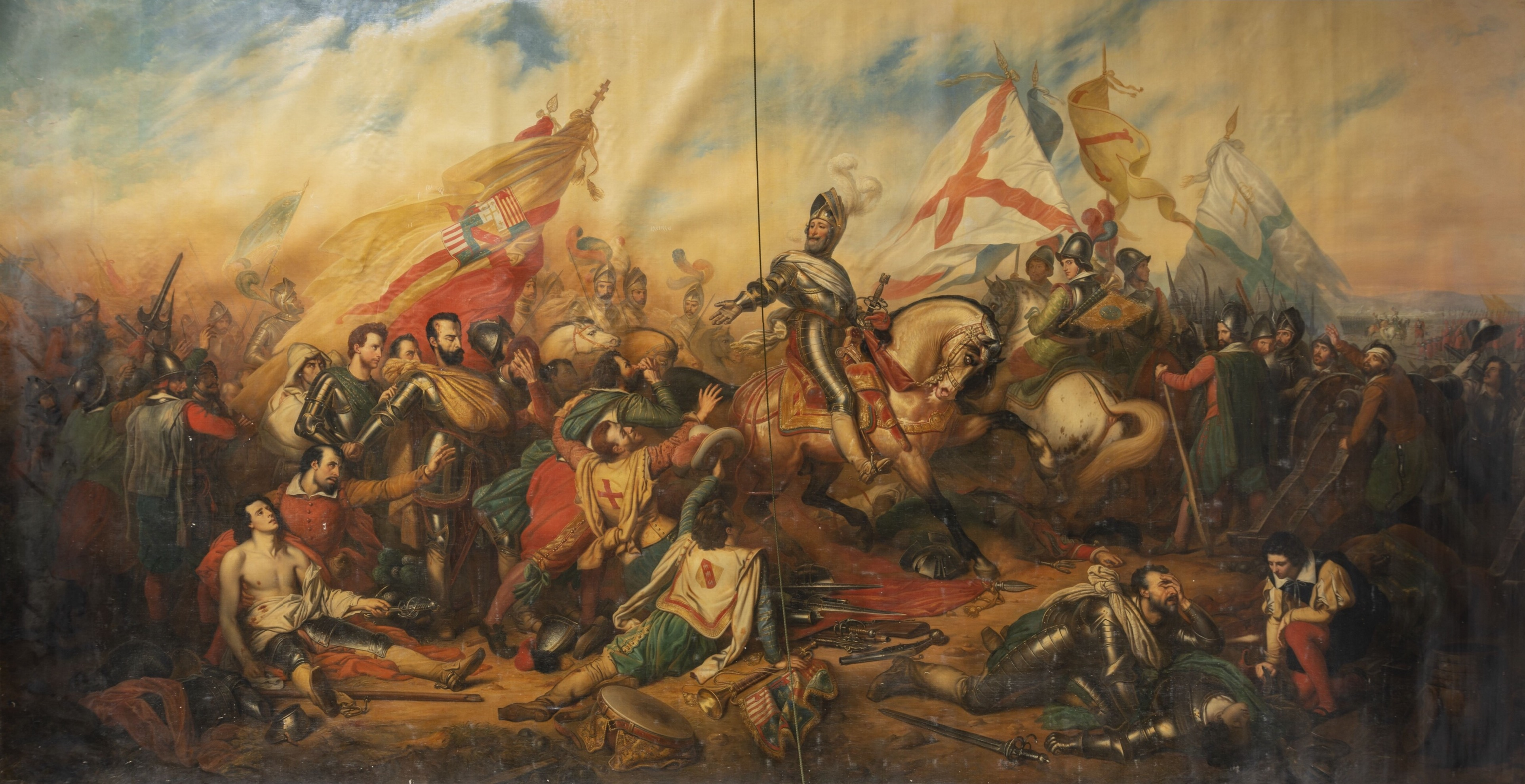
Henri IV à la bataille d'Ivry. Huile sur toile de Charles de Steuben, vers 1838-1842, château de Versailles.
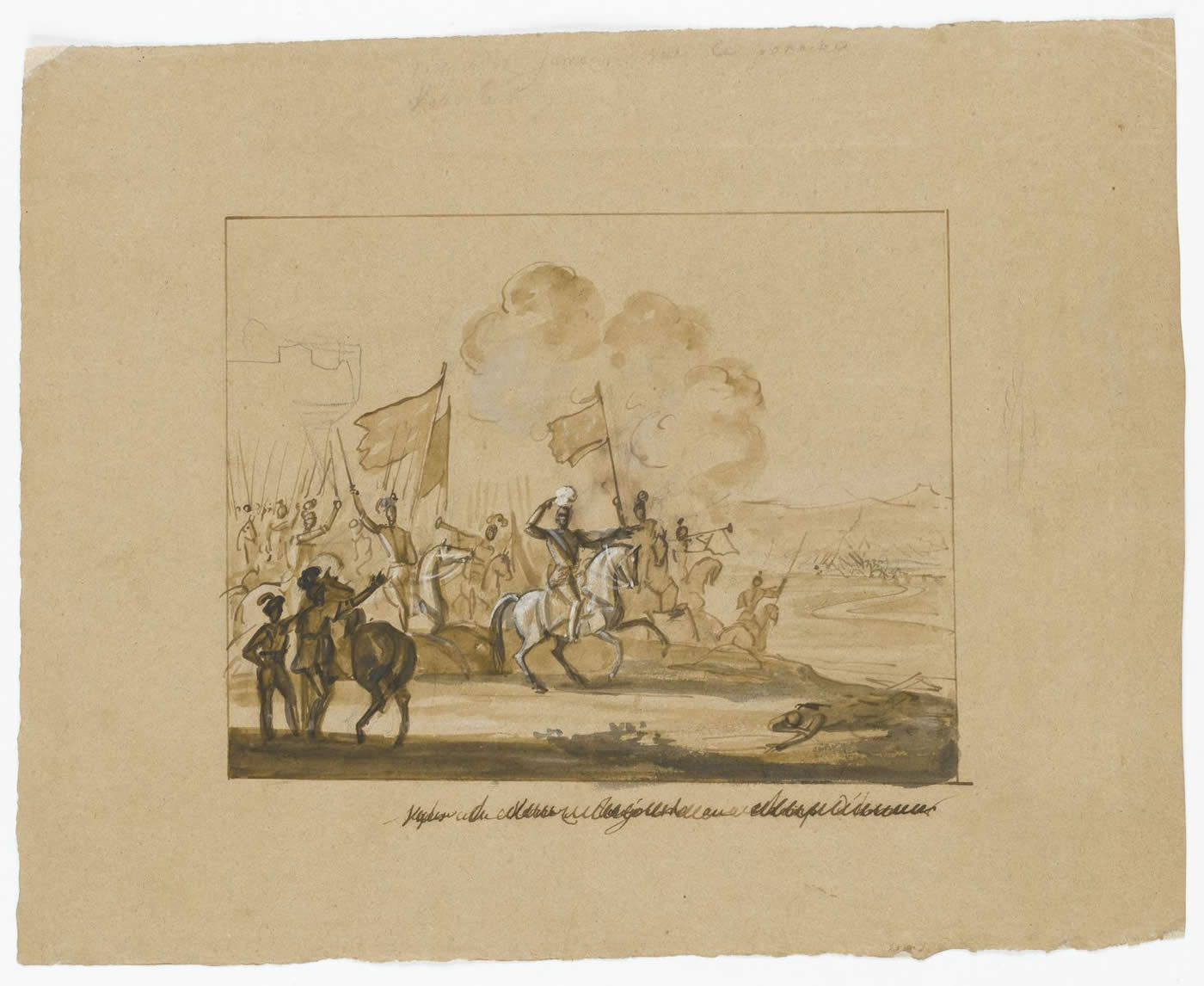
Henri IV à la bataille d'Ivry, montrant son panache blanc. Dessin de Jean-Charles Develly, château de Pau.

### Symbole légitimiste

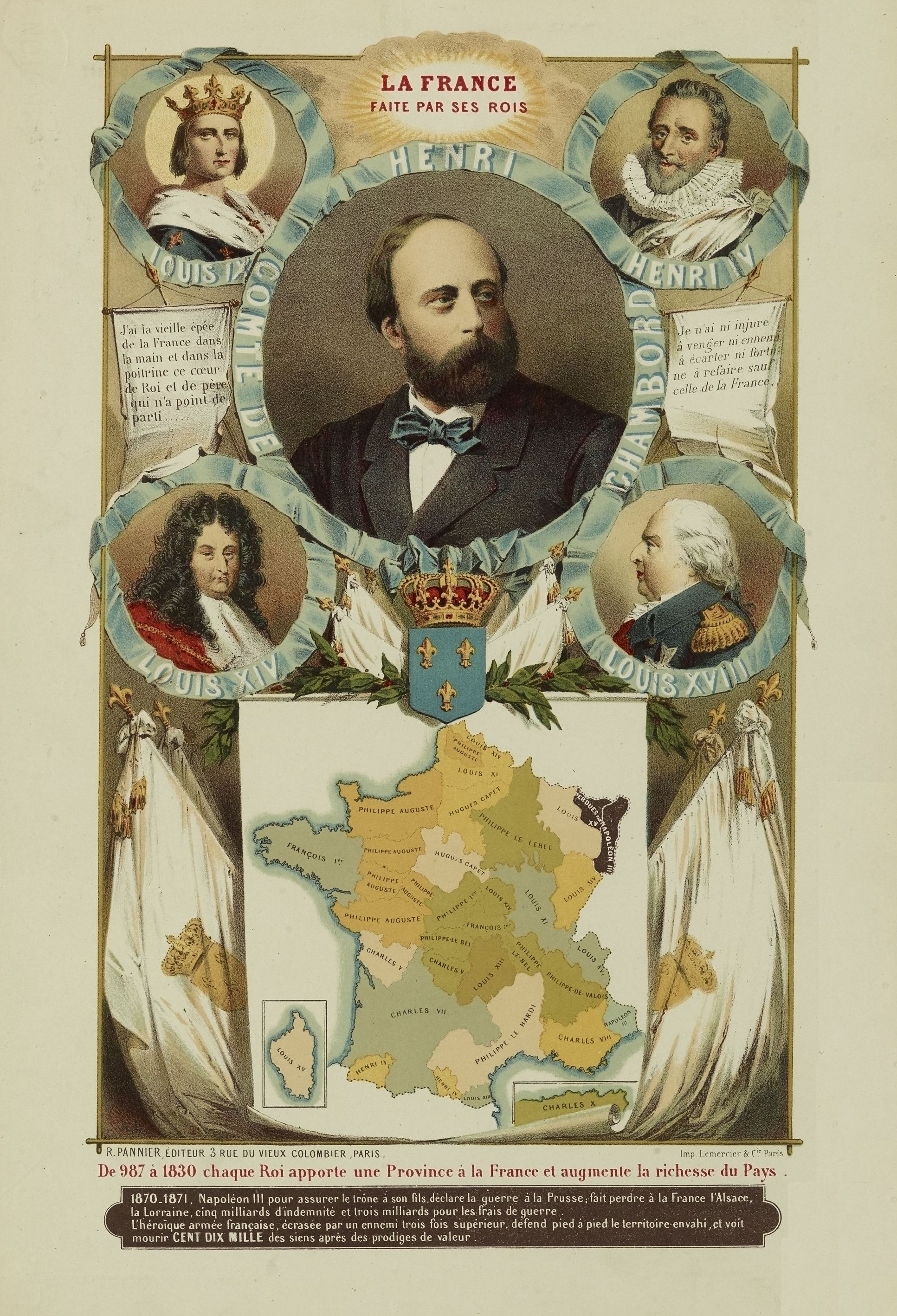
Affiche légitimiste exaltant une continuité dynastique entre le comte de Chambord et les rois de France, dont Henri IV (roi de France).

Sous la monarchie de Juillet et les régimes suivants, ces représentations d'Henri IV sont moins nombreuses, parce que le drapeau tricolore est à nouveau en usage, mais son panache blanc continue à symboliser le mouvement légitimiste. Il devient aussi un lieu commun éculé. Gustave Flaubert, par exemple, dans une lettre de 1852, en fait un repoussoir : « Tout cela est aussi bête, usé, vide que le panache blanc d'Henri IV ».
Les légitimistes ne s'appuient pas uniquement sur la couleur blanche, mais aussi sur la formule. Henri IV est vu comme un modèle à proposer au prétendant au trône de France sous le nom d'Henri V, le comte de Chambord. Ainsi, en 1852, le comte de Falloux souhaite que le prétendant prononce « quelque parole heureuse à la manière d'Henri IV ».
En 1870-1873, pour mener à bien leur projet de restauration monarchique, les légitimistes continuent à utiliser la figure d'Henri IV. Le comte de Chambord, dont le refus du drapeau tricolore provoque l'échec de cette tentative, déclare en octobre 1873 : « Mon drapeau blanc vous conduira toujours au chemin de l'honneur et de la victoire. » Il reprend ainsi la formule attribuée à Henri IV, le drapeau remplaçant le panache. Il insiste sur la continuité, selon lui : « Henri V ne peut abandonner le drapeau blanc de Henri IV,. » Le drapeau blanc est en effet considéré par les légitimistes comme le drapeau d'Henri IV : ce raccourci, historiquement faux, permet d'évoquer directement la couleur blanche, sans avoir à s'intéresser au panache.
Après l'insuccès de l'entreprise légitimiste, la couleur blanche en vient à réunir tous les partisans de la monarchie, orléanistes compris. En Provence, dans l'arrondissement d'Arles, un cercle royaliste porte alors le nom de « Panache blanc ».

## Du symbole national au folklore

### Intégration au panthéon scolaire et républicain
Dès la dernière décennie du Second Empire puis surtout sous la Troisième République, la figure d'Henri IV et de son panache blanc est à nouveau très représentée. Il faut lier ce renouveau au développement de l'enseignement scolaire, de Victor Duruy à Jules Ferry, qui accroît le nombre de manuels d'histoire pour les enfants, dans lesquels les images sont très nombreuses. La bataille d'Ivry et le panache blanc se retrouvent ainsi insérés dans une suite d'images construisant une mémoire commune.
Dans les années 1880, une version modernisée de la formule est reprise dans les programmes officiels de cours moyen : « Soldats, si vous perdez vos enseignes, ralliez-vous à mon panache blanc ». En 1912, Ernest Lavisse peut proposer le panache blanc d'Henri IV comme symbole de courage aux écoliers de Le Nouvion-en-Thiérache lors d'un discours de remise de prix, sans avoir besoin d'en expliquer les circonstances.
La défaite de 1870 est un traumatisme national, qui conduit justement à interroger l'idée de nation française. Henri IV devient aux yeux de l'opinion un roi patriote, un roi qui défend la France. À la fin du XIXe siècle, il fait partie des héros nationaux représentés dans les images d'Épinal. Avec Napoléon et Jeanne d'Arc, il est un des trois personnages les plus représentés dans les manuels et ouvrages de vulgarisation historique. L'épisode d'Ivry perd son caractère de guerre civile et s'intègre dans le panthéon républicain des moments fondateurs de la nation.
Le ralliement au panache blanc est présenté comme une sorte de constante depuis Vercingétorix et Henri IV incarne un des « sauveurs » du pays. Il s'intègre dans un récit continu où se succèdent des héros censés personnifier une continuité française, chacun d'entre eux étant relié à un geste ou à une parole.

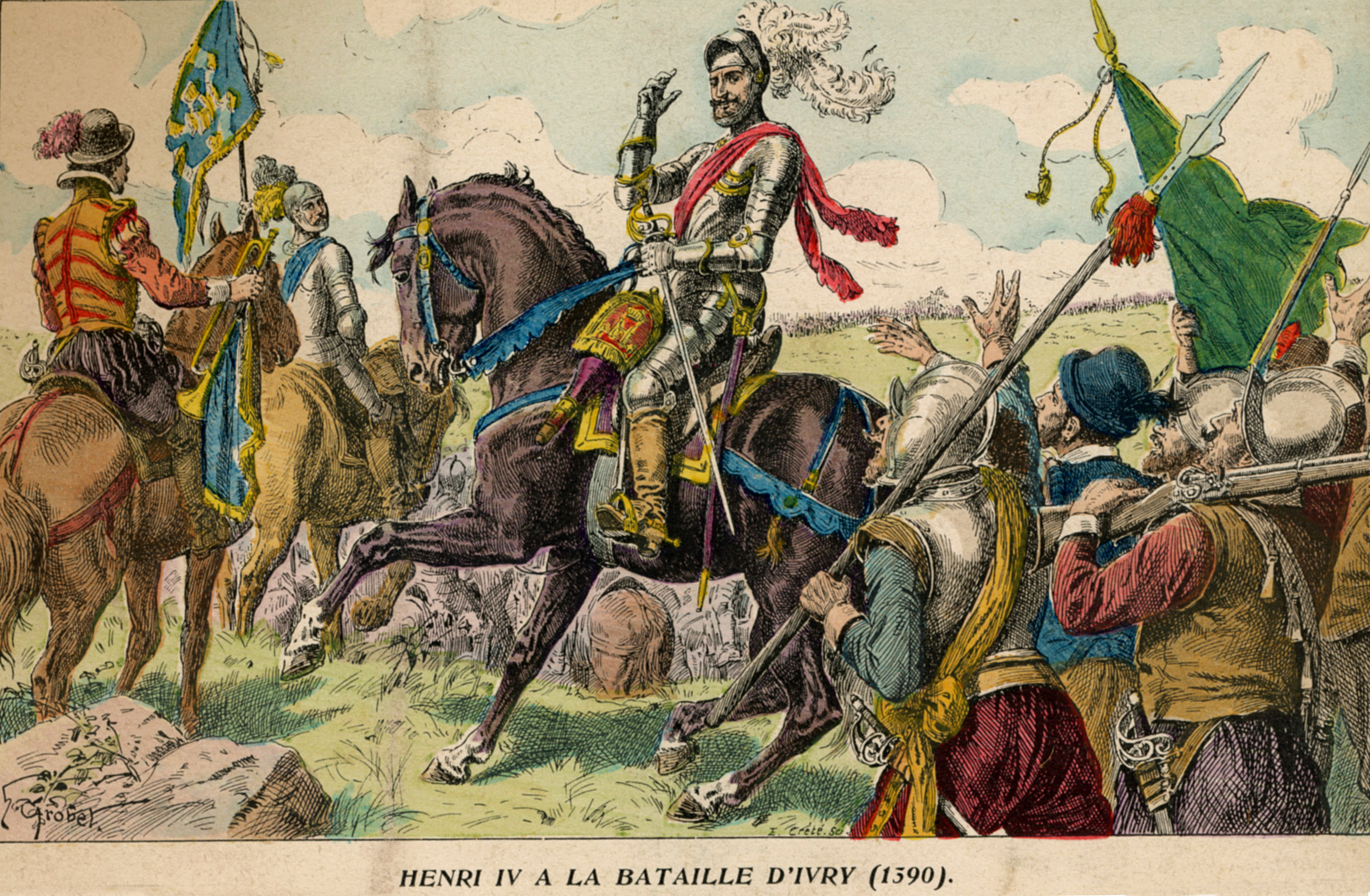
Henri IV à la bataille d'Ivry (1590). Lithographie en couleurs d'E. Crété d'après H. Grobet, Histoire de France, Paris, Guérin, 1902.
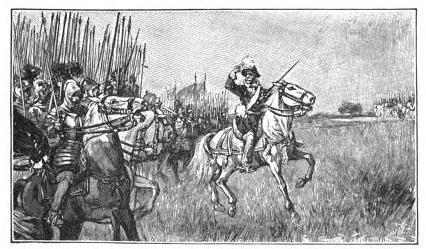
Henri IV à la bataille d'Ivry. Illustration tirée de Histoire de France, cours élémentaire, Ernest Lavisse, Armand Colin, 1913, p. 107.

### Attribut populaire d'HenriIV

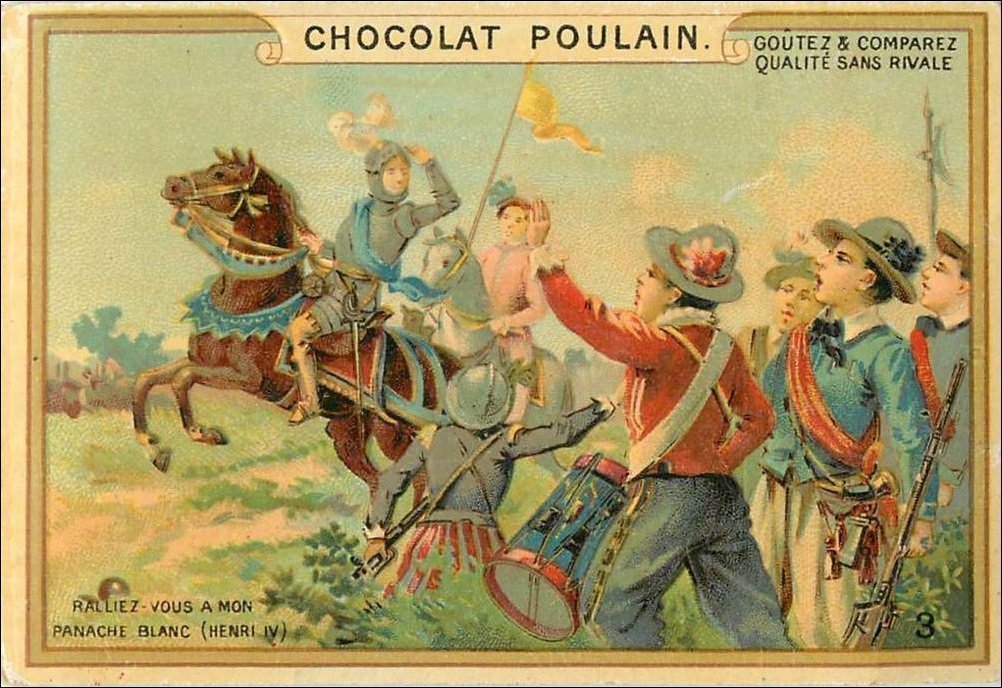
« Ralliez-vous à mon panache blanc », chromolithographie publicitaire pour le chocolat Poulain.

À partir des représentations de la Troisième République, Henri IV est présenté comme un chef rassurant, dont on suit le panache. Les symboles politiques royalistes, comme les fleurs de lys, et les éléments liés à la violence du combat n'apparaissent plus. Alors que les conflits liés au drapeau blanc s'effacent, le panache blanc d'Henri IV devient un des attributs folkloriques qui lui sont attachés, comme la poule au pot. Il ne symbolise plus que la bravoure chevaleresque.
En 1969, dans sa Rubrique à brac publiée dans le magazine Pilote, le dessinateur Marcel Gotlib détourne l'histoire du panache blanc, qui devient, en trois vignettes, un subterfuge utilisé par le roi pour envoyer quelqu'un se faire tuer à sa place. Trente ans plus tard, l'écrivain Michel Peyramaure intitule l'un de ses romans historiques consacrés à Henri IV Ralliez-vous à mon panache blanc. Dans ce roman, qui met en scène Agrippa d'Aubigné, l'écrivain entretient la légende d'un roi plein de panache.
Lors de la campagne pour l'élection présidentielle de 2007, le candidat François Bayrou, Béarnais comme Henri IV, appelle les Français à rallier son panache blanc. Par ses métamorphoses successives, ce dernier est devenu une icône durable de la vie politique française, tandis que la formule est suffisamment célèbre pour figurer dans des compilations destinées au grand public,. Le panache blanc fait désormais partie de ce que l'historien Laurent Avezou appelle « l'album d'images d'Épinal » d'Henri IV.

### Sources datant de l'Ancien Régime et de la Restauration
- Anonyme, Discours véritable de la victoire obtenue par le roy en la bataille donnée près le village d'Evry, Tours, Jamet Métayer, 1590., 40 p. (lire en ligne sur Gallica).
- Guillaume de Saluste du Bartas, Cantique sur la victoire obtenue par le Roy, le quatorziesme de mars 1590, à Yvry, par G. de Saluste, seigneur du Bartas, Tours, 1590., 22 p. (lire en ligne sur Gallica).
- Jacques Suares de Sainte-Marie, Sermon funèbre, fait aux obseques de Henri IIII. Roy de France & de Navarre, le 22 de juin 1610, dans l'église de S. Jacques de la Boucherie, Lyon, Nicolas Jullieron, 1610, 37 p. (lire en ligne sur Gallica), p. 12.
- Agrippa d'Aubigné, Histoire universelle, t. 8 : 1588-1593, Paris, Renouard, 1886-1909, 11 vol. (lire en ligne sur Gallica), p. 189.
- Hardouin de Péréfixe de Beaumont, Histoire du roy Henri-le-Grand, Amsterdam, Chez Louys & Daniel Elzevier, 1661 (lire en ligne sur Gallica), p. 142.
- P. Gabriel Daniel, Histoire de France depuis l'établissement de la monarchie françoise dans les Gaules, Paris, 1713 (lire en ligne sur Gallica).
- Voltaire, La Henriade : poème, avec les notes et variantes, suivi de l'Essai sur la poésie épique, Paris, A. Égron, 1816 (1re éd. 1728), LVI-404 p. (lire en ligne sur Gallica).
- Barnabé Farmian Durosoy, Henri IV ou la Bataille d'Ivry : Drame lyrique en trois actes et en prose, Paris, Didot, 1777, 40 p. (lire en ligne sur Gallica).
- Jean-Baptiste Augustin Hapdé, Le panache blanc de Henri IV, ou Les souvenirs d'un français. Recueil historique contenant un précis de la vie du héros, diverses anecdotes, plusieurs des mots heureux et des traits caractéristiques des illustres descendants du grand Henri, depuis leur retour en France..., Paris, Le Normant, 1815, VII-158 p. (lire en ligne sur Gallica).

### Études contemporaines
- Paul Mironneau, « Aux sources de la légende d'Henri IV : le Cantique de la Bataille d'Ivry de Guillaume de Salluste du Bartas », Albineana, Cahiers d'Aubigné, vol. 9, no 1,‎ 1998, p. 111–127 (ISSN 1154-5852, DOI 10.3406/albin.1998.1391, lire en ligne).
- Paul Mironneau, « Voltaire et Henri IV : vers une iconographie nationale », Revue Voltaire, vol. 2 « Autour de La Henriade »,‎ 2002, p. 213-227.
- Colette Nativel (dir.), Henri IV : art et pouvoir, Tours, Presses universitaires François-Rabelais, coll. « Renaissance », 2016, 359-XLVIII p. (ISBN 978-2-86906-411-9, DOI 10.4000/books.pufr.8400, lire en ligne).
- Denise Turrel, Le Blanc de France : La construction des signes identitaires pendant les guerres de Religion (1562-1629), Genève, Librairie Droz, coll. « Travaux d'humanisme et renaissance » (no 396), 2005, 256 p. (ISBN 9782600009812, présentation en ligne). [présentation en ligne], [présentation en ligne],[présentation en ligne].
- Denise Turrel, « L'invention d'un signe politique : le panache blanc d'Henri IV », dans Denise Turrel, Martin Aurell, Christine Manigand, Jérôme Grévy, Laurent Hablot et Catalina Girbea (dir.), Signes et couleurs des identités politiques du Moyen Âge à nos jours, Rennes, Presses universitaires de Rennes, 2008, 537 p. (ISBN 978-2-7535-0641-1, présentation en ligne), p. 437-458. [présentation en ligne].